# Скворцовка (Оренбургская область)
Скворцовка — село в Курманаевском районе Оренбургской области. Входит в Лабазинский сельсовет.
Находится на левом берегу реки Бузулук в 8 км к северо-северо-востоку от Курманаевки, в 25 км к юго-юго-западу от города Бузулук и в 220 км к северо-западу от Оренбурга.
На западе близи села проходит автодорога Бугульма — Бузулук — Уральск. У восточной окраины села имеется мост через реку, недалеко за рекой находится остановочный пункт 276 км на ж.-д. линии Пугачёв — Красногвардеец.
| 2010 |
| ---- |
| 442  |

## История
Деревня Скворцовка находилась в Лобазинской волости. Название свое получила предположительно по фамилии первопоселенцев из деревни Юшково Старооскольского уезда.
В 1939 году в селе имелась школа, действовал колхоз имени Молотова.